# Microcosmus bitunicatus
Microcosmus bitunicatus är en sjöpungsart som beskrevs av Monniot 200. Microcosmus bitunicatus ingår i släktet Microcosmus och familjen lädermantlade sjöpungar. Inga underarter finns listade i Catalogue of Life.